# Pivot frame
Een Pivot frame is een motorfiets-frame waarbij de aluminium kokerbalken aan de achterkant overgaan in een gegoten box-sectie. De achtervork scharniert in deze box sectie.
Als bij een aluminium frame aluminium kokerbalken aan de achterkant niet in een box sectie overgaan, spreekt men van een Pivotless frame. De achtervork scharniert dan in het motorblok.
Bij een Semi-pivotless frame gaan de aluminium kokerbalken aan de achterkant ook niet in een box-sectie over, maar wel in twee aluminium hulpstukken die aan het blok geschroefd worden. De achtervork scharniert in deze hulpstukken. Dit werd toegepast op de Honda CBR 900 RR Fire Blade in 2000.
Achterbrug · Balhoofd · Brugframe · Buisframe · Composietframe · Deltabox · Dubbel wiegframe · Duplex frame · E-box frame · Enkel wiegframe · FAST frame · Featherbed frame · Garden gate frame · Lateral Frame Concept · LCG Twin Tube · Loop Frame · Lowboy frame · MR-Albox · Omega frame · Open frame · Perimeter frame · Pivot frame · Pivotless frame · Plaatframe · Raked frame · Rigid frame · Semi-pivotless frame · Slimline frame · Spaceframe · Springframe · Starframe · Stijf frame · Tankframe · Twin Spar frame · Vakwerkframe · Wiegframe · Zeta frame